# Rex Joswig
Rex Joswig (* 22. Januar 1962 in Anklam) ist ein deutscher Musiker und Radiomoderator.

## Biografie
Joswig wurde in Anklam geboren und wuchs in Neubrandenburg auf, wo er 1980 kurz vor dem Abitur von der Schule verwiesen wurde. Er zog 1981 nach Berlin, arbeitete als Psychiatriepfleger und Totengräber und ab 1984 als Roadie bei einem Jazzmusiker.
Auf der Abendschule traf Joswig Dr. Totenhöfer, mit dem er anfing, Musik zu schreiben. Im Frühjahr 1987 gründeten sie mit einigen weiteren Musikern Herbst in Peking. Von Anfang an hatte die Band Probleme mit der DDR-Obrigkeit aufgrund ihres Namens (das Kulturministerium befürchtete diplomatische Komplikationen mit China) und des politisch unkonformen Standpunktes Joswigs. Oft begann er Konzerte mit dem Satz „Heute ist der Tag, an dem das System zusammenbricht – feiern wir diesen Tag“. Im Juli 1989 wurde der Band die Auftrittserlaubnis entzogen, nachdem Joswig kurz zuvor auf der Brandenburger Rocknacht zu einer Schweigeminute für die Opfer des Massakers auf dem Tian’anmen-Platz in Peking aufgerufen hatte.
Joswig reiste im Oktober 1989 nach Budapest aus, und von dort weiter nach West-Berlin. Anfang 1990 zog er zurück nach Ost-Berlin und gründete mit Peking Records die erste unabhängige Plattenfirma der DDR.
Rex Joswig betreibt neben seiner Gesangstätigkeit bei Herbst in Peking The Hidden Sea Sound System. Er arbeitete mit Babylon 23, Badphish, Column One und dem Lyriker Bert Papenfuß-Gorek zusammen.
Er moderierte von 1991 bis 1998 die Radiosendung Grenzpunkt Null auf DT 64 bzw. MDR Sputnik und produziert seit 2009 Grenzpunkt Null Reloaded, das seit 2010 auf Reboot.FM ausgestrahlt wird.
Heute lebt er in Berlin und arbeitet als freier Künstler, Musiker, Produzent und DJ – u. a. im Kaffee Burger.

## Diskografie (Auswahl)
mit Herbst in Peking
- Bakschischrepublik (7" Single) (1989/90)
- To Be HIP (1990)
- Terrible Herbst (1993)
- Das Jahr Schnee (1996)
- Merry X-Mas (1996)
- Feuer Wasser & Posaunen (1997)
- Les Fleurs du Mal (1999)
- German Fool (23 minutes of federal sickness) (2004)
- German Fool (the versions) EP (2011)
- Ex Oriente Lux (1987–2012) (2012)

mit Badphish
- The Making ov Rakija (1996)

mit Babylon 23
- Die Bibel in Dub (2003)

mit The Hidden Sea
- Lighthouse Madness (2011)